# هدایت (تورسون‌زاده)
هدایت (روستای شمالی تورسونزودا) یک روستا در گروه روستایی تورسون تویچیف در ناحیه تورسون‌زاده است. از هدایت تا مرکز جماعت ۲ کیلومتر و تا مرکز ناحیه ۳ کیلومتر فاصله است. جمعیت آن ۱۷۳۴ نفر (۲۰۱۷) است.